# Bar Laat
Bar Laat was een televisieprogramma van de Nederlandse publieke omroep BNNVARA op NPO 1. Het programma verving op 26 augustus 2024 haar voorganger Op1, maar wist geen doorslaand succes te worden. Vanuit Studio 3 voerden Sophie Hilbrand, Jeroen Pauw of de vaste invaller Tim de Wit het gesprek met gasten en publiek over de actualiteit, kunst, cultuur, sport en muziek. Het programma was van maandag tot en met donderdag te zien, waarbij de starttijd varieerde tussen 22.00 en 22.45 uur.
Rondom belangrijke nieuwsgebeurtenissen werden er extra zondaguitzendingen gemaakt. Dit werd voorheen ook gedaan door Op1. Na aanhoudende teleurstellende kijkcijfers werd door BNNVARA besloten niet verder te gaan met Hilbrand en een nieuw late avondprogramma op te zetten met Pauw en De Wit: Pauw & De Wit. Het nieuwe programma zal in september 2025 van start gaan. In de zomerperiode wordt Goedenavond Nederland van WNL uitgezonden.